# Critics’ Choice Television Awards 2024

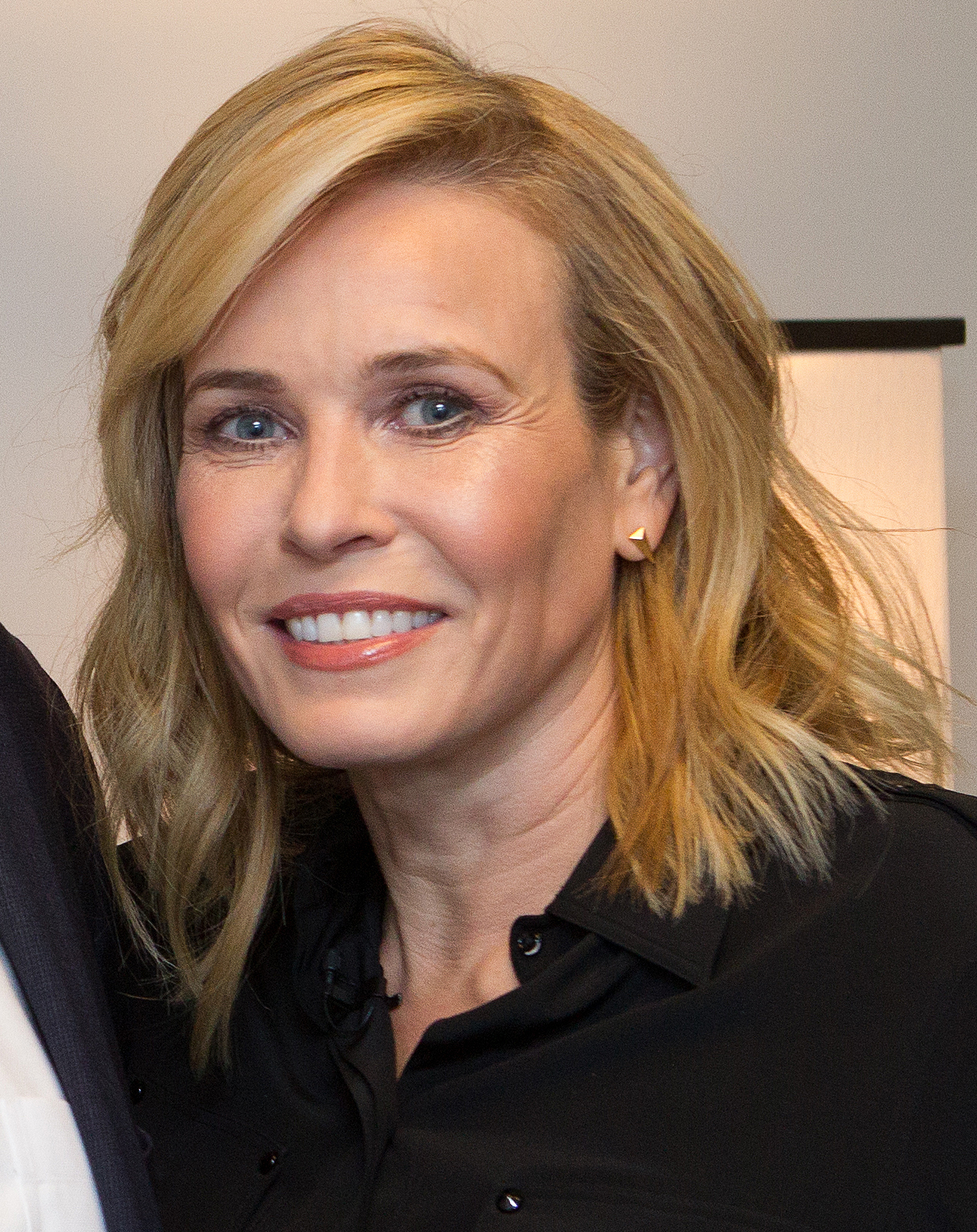
Chelsea Handler, die Moderatorin der Veranstaltung

Die 14. Verleihung der US-amerikanischen Critics’ Choice Television Awards (englisch 29th Critics’ Choice Awards), die jährlich von der Critics Choice Association (CCA) vergeben werden, fand am 14. Januar 2024 im Barker Hangar auf dem Santa Monica Municipal Airport im kalifornischen Santa Monica statt. Die Verleihung wurde live vom US-Sender The CW ausgestrahlt und von Chelsea Handler moderiert.
Die Nominierungen wurden am 5. Dezember 2023 bekanntgegeben.

## Gewinner und Nominierte
| Serie/Film                                 | N | A |
| ------------------------------------------ | - | - |
| The Morning Show                           | 6 | 1 |
| Succession                                 | 5 | 3 |
| The Bear: King of the Kitchen              | 4 | 4 |
| Beef                                       | 4 | 4 |
| Abbott Elementary                          | 4 | 0 |
| Ein Funken Hoffnung – Anne Franks Helferin | 4 | 0 |
| Eine Frage der Chemie                      | 4 | 0 |
| Loki                                       | 4 | 0 |
| Reservation Dogs                           | 4 | 0 |
| The Crown                                  | 3 | 1 |
| Fellow Travelers                           | 3 | 1 |
| Barry                                      | 3 | 0 |
| Diplomatische Beziehungen                  | 3 | 0 |
| The Last of Us                             | 3 | 0 |
| The Marvelous Mrs. Maisel                  | 3 | 0 |
| Shrinking                                  | 3 | 0 |
| What We Do in the Shadows                  | 3 | 0 |

### Beste Comedyserie
The Bear: King of the Kitchen (The Bear)
Abbott Elementary
Barry
The Marvelous Mrs. Maisel
Poker Face
Reservation Dogs
Shrinking
What We Do in the Shadows

### Bester Hauptdarsteller in einer Comedyserie
Jeremy Allen White – The Bear: King of the Kitchen (The Bear)
Bill Hader – Barry
Steve Martin – Only Murders in the Building
Kayvan Novak – What We Do in the Shadows
Drew Tarver – The Other Two
D’Pharaoh Woon-A-Tai – Reservation Dogs

### Beste Hauptdarstellerin in einer Comedyserie
Ayo Edebiri – The Bear: King of the Kitchen (The Bear)
Rachel Brosnahan – The Marvelous Mrs. Maisel
Quinta Brunson – Abbott Elementary
Bridget Everett – Somebody Somewhere
Devery Jacobs – Reservation Dogs
Natasha Lyonne – Poker Face

### Bester Nebendarsteller in einer Comedyserie
Ebon Moss-Bachrach – The Bear: King of the Kitchen (The Bear)
Phil Dunster – Ted Lasso
Harrison Ford – Shrinking
Harvey Guillén – What We Do in the Shadows
James Marsden – Jury Duty
Henry Winkler – Barry

### Beste Nebendarstellerin in einer Comedyserie
Meryl Streep – Only Murders in the Building
Paulina Alexis – Reservation Dogs
Alex Borstein – The Marvelous Mrs. Maisel
Janelle James – Abbott Elementary
Sheryl Lee Ralph – Abbott Elementary
Jessica Williams – Shrinking

### Beste Dramaserie
Succession
The Crown
Diplomatische Beziehungen (The Diplomat)
The Last of Us
Loki
The Morning Show
Star Trek: Strange New Worlds
Winning Time: Aufstieg der Lakers-Dynastie (Winning Time: The Rise of the Lakers Dynasty)

### Bester Hauptdarsteller in einer Dramaserie
Kieran Culkin – Succession
Tom Hiddleston – Loki
Timothy Olyphant – Justified: City Primeval
Pedro Pascal – The Last of Us
Ramón Rodríguez – Will Trent
Jeremy Strong – Succession

### Beste Hauptdarstellerin in einer Dramaserie
Sarah Snook – Succession
Jennifer Aniston – The Morning Show
Aunjanue Ellis – Justified: City Primeval
Bella Ramsey – The Last of Us
Keri Russell – Diplomatische Beziehungen (The Diplomat)
Reese Witherspoon – The Morning Show

### Bester Nebendarsteller in einer Dramaserie
Billy Crudup – The Morning Show
Khalid Abdalla – The Crown
Ron Cephas Jones – Truth Be Told: Der Wahrheit auf der Spur (Truth Be Told)
Matthew Macfadyen – Succession
Ke Huy Quan – Loki
Rufus Sewell – Diplomatische Beziehungen (The Diplomat)

### Beste Nebendarstellerin in einer Dramaserie
Elizabeth Debicki – The Crown
Nicole Beharie – The Morning Show
Sophia Di Martino – Loki
Celia Rose Gooding – Star Trek: Strange New Worlds
Karen Pittman – The Morning Show
Christina Ricci – Yellowjackets

### Bester Fernsehfilm
Quiz Lady
Die Caine-Meuterei vor Gericht (The Caine Mutiny Court-Martial)
Finestkind
Mr. Monk’s Last Case: A Monk Movie
No One Will Save You
Reality

### Beste Miniserie
Beef
Daisy Jones & the Six
Fargo
Fellow Travelers
Eine Frage der Chemie (Lessons in Chemistry)
Love & Death
A Murder at the End of the World
Ein Funken Hoffnung – Anne Franks Helferin (A Small Light)

### Bester Hauptdarsteller in einem Fernsehfilm oder einer Miniserie
Steven Yeun – Beef
Matt Bomer – Fellow Travelers
Tom Holland – The Crowded Room
David Oyelowo – Lawmen: Bass Reeves
Tony Shalhoub – Mr. Monk’s Last Case: A Monk Movie
Kiefer Sutherland – Die Caine-Meuterei vor Gericht (The Caine Mutiny Court-Martial)

### Beste Hauptdarstellerin in einem Fernsehfilm oder einer Miniserie
Ali Wong – Beef
Kaitlyn Dever – No One Will Save You
Brie Larson – Eine Frage der Chemie (Lessons in Chemistry)
Bel Powley – Ein Funken Hoffnung – Anne Franks Helferin (A Small Light)
Sydney Sweeney – Reality
Juno Temple – Fargo

### Bester Nebendarsteller in einem Fernsehfilm oder einer Miniserie
Jonathan Bailey – Fellow Travelers
Taylor Kitsch – Painkiller
Jesse Plemons – Love & Death
Lewis Pullman – Eine Frage der Chemie (Lessons in Chemistry)
Liev Schreiber – Ein Funken Hoffnung – Anne Franks Helferin (A Small Light)
Justin Theroux – White House Plumbers

### Beste Nebendarstellerin in einem Fernsehfilm oder einer Miniserie
Maria Bello – Beef
Billie Boullet – Ein Funken Hoffnung – Anne Franks Helferin (A Small Light)
Willa Fitzgerald – Der Untergang des Hauses Usher (The Fall of the House of Usher)
Aja Naomi King – Eine Frage der Chemie (Lessons in Chemistry)
Mary McDonnell – Der Untergang des Hauses Usher (The Fall of the House of Usher)
Camila Morrone – Daisy Jones & the Six

### Beste fremdsprachige Serie
Lupin (Frankreich)
Bargain (몸값, Mom-gaps, Südkorea)
Deutsches Haus (Deutschland)
The Glory (더 글로리, Deo Geul-lo-ri, Südkorea)
The Good Mothers (Italien)
Mask Girl (마스크걸, Ma-seu-keu-geol, Südkorea)
Moving (무빙, Mu-bing, Südkorea)

### Beste Animationsserie
Scott Pilgrim hebt ab (Scott Pilgrim Takes Off)
Bluey
Bob’s Burgers
Harley Quinn
Star Trek: Lower Decks
Young Love

### Beste Talkshow
Last Week Tonight with John Oliver
The Graham Norton Show
Jimmy Kimmel Live!
The Kelly Clarkson Show
Late Night with Seth Meyers
The Late Show with Stephen Colbert